# Sénéchas
Sénéchas ist eine französische Gemeinde mit 241 Einwohnern (Stand: 1. Januar 2022) im Département Gard in der Region Okzitanien (vor 2016: Languedoc-Roussillon). Sie gehört zum Arrondissement Alès und zum Kanton La Grand-Combe.

## Geographie
Sénéchas liegt etwa 23 Kilometer nordnordwestlich von Alès an der Cèze, in die hier der Homol mündet. Umgeben wird Sénéchas von den Nachbargemeinden Aujac im Norden, Malbosc im Nordosten und Osten, Chambon im Süden, Génolhac im Westen sowie Concoules im Nordwesten.

## Bevölkerungsentwicklung
| Jahr                       | 1962 | 1968 | 1975 | 1982 | 1990 | 1999 | 2006 | 2020 |
| Einwohner                  | 146  | 134  | 113  | 167  | 178  | 192  | 218  | 242  |
| Quellen: Cassini und INSEE |      |      |      |      |      |      |      |      |

## Sehenswürdigkeiten
- Kirche Mariä Himmelfahrt

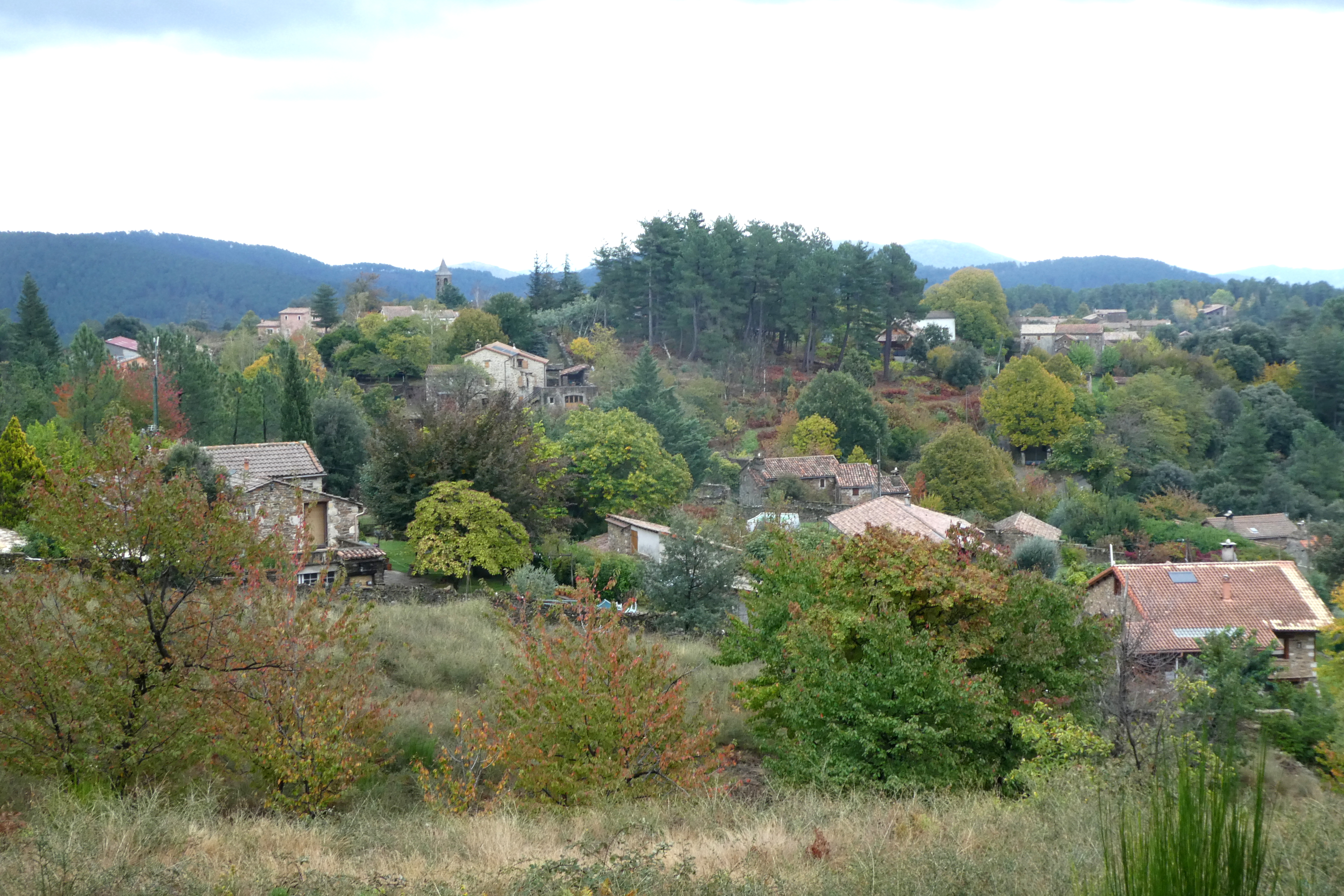
Blick auf Sénéchas
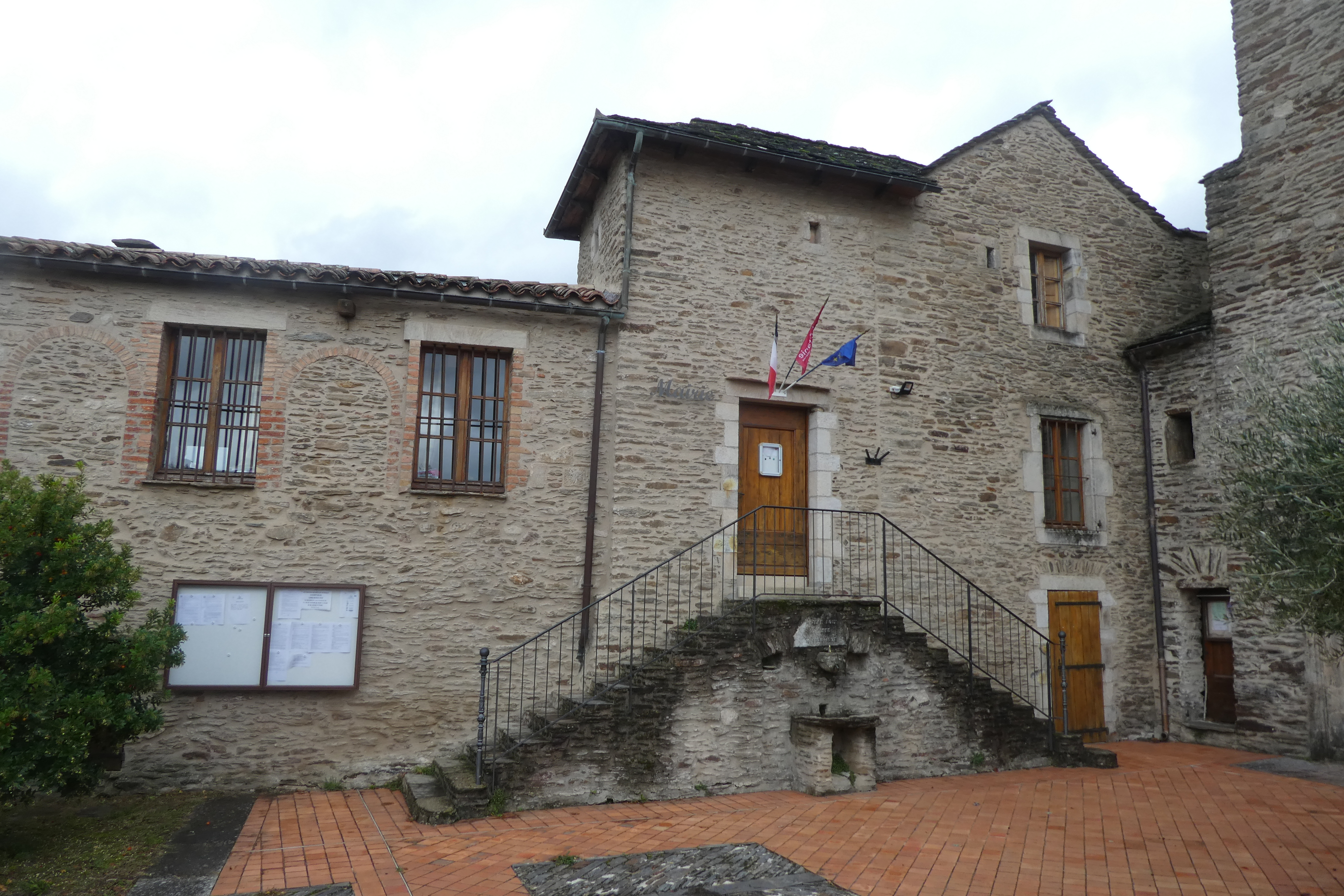
Rathaus (mairie)
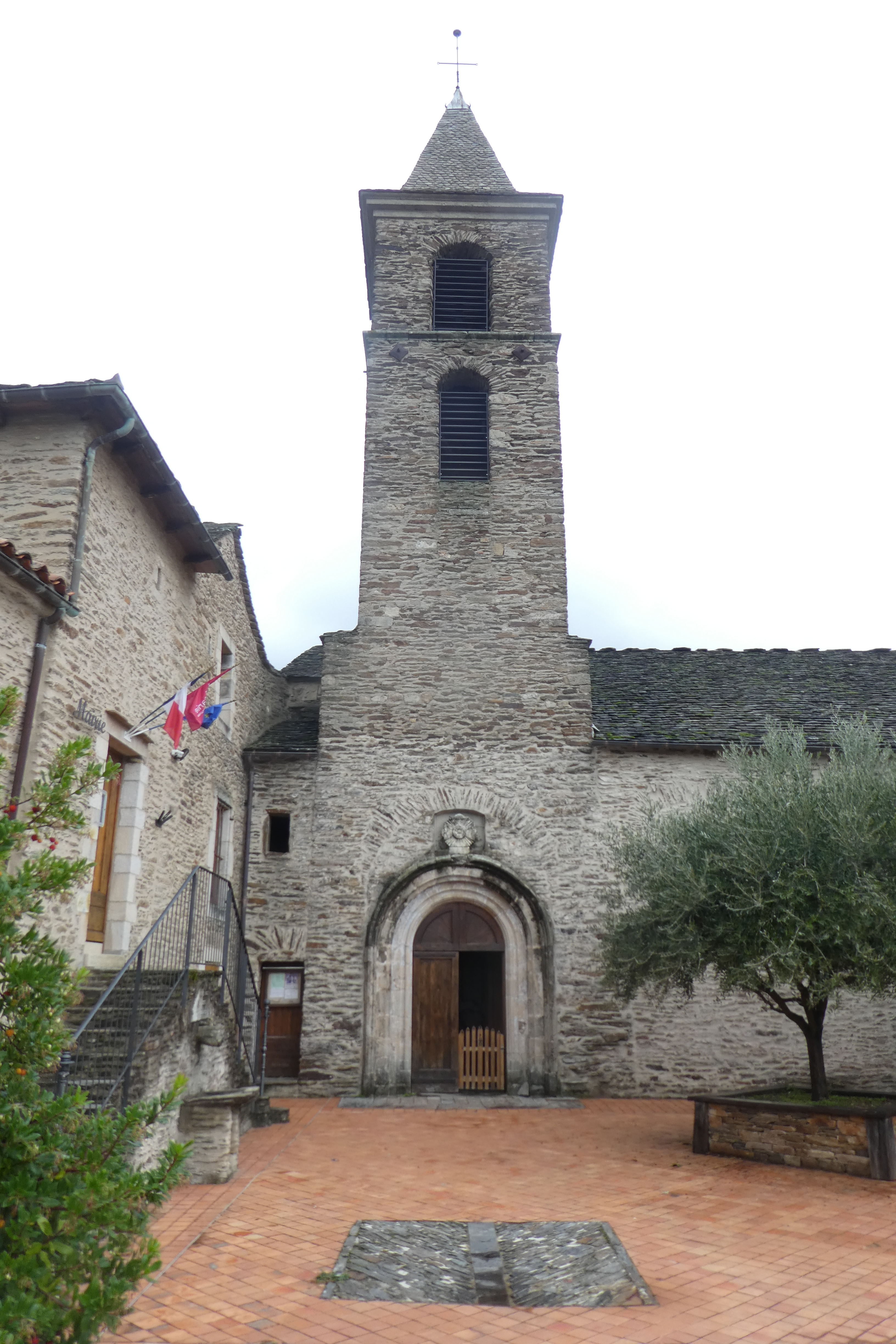
Kirche Mariä Himmelfahrt